# Piesma brachiale
Piesma brachiale är en insektsart som beskrevs av Mcatee 1919. Piesma brachiale ingår i släktet Piesma och familjen mållskinnbaggar. Inga underarter finns listade i Catalogue of Life.